# 282-й отдельный пулемётно-артиллерийский батальон
282-й отдельный пулемётно-артиллерийский батальон - воинская часть Вооружённых сил СССР в Великой Отечественной войне.

## История
Формировался как ополченческий в Ленинграде и Красногвардейске в августе 1941 года за счёт добровольцев, а также за счёт пулемётно-артиллерийских батальонов Карельского укрепрайона. Вооружён был винтовками, которых не хватало, и несколькими станковыми пулемётами. Артиллерии в батальоне не имелось.
В составе действующей армии с 10 августа 1941 года по 20 ноября 1941 года.
Бойцы батальона прибывали в Гатчину, начиная с 10 августа 1941 года. Сформированный батальон к 20-м числам августа 1941 года занимал позиции на Дудергофских высотах, в частности на известной Вороньей горе. Базировался в частности, в деревне Николаевке. 11 сентября 1941 года попал под удар немецких войск и был рассеян; бойцы батальона пытались выйти к Ленинграду мелкими группами. 13 сентября 1941 года остатки батальона в количестве 35 человек собрались на Пулковских высотах , организовали штаб батальона на Киевском шоссе у развилки дороги, ведущей на Пушкин. Задерживая отдельных бойцов и группы отступающие и идущие в Ленинград, батальон формировал оборонительный рубеж.  В течение ночи удалось собрать и расставить по рубежу, протяжённостью 400-500 метров, около 600 человек, и два 76-мм орудия.  C 14 по 24 сентября 1941 года батальон отбивает многочисленные атаки противника.
В конец сентября 1941 года был оперативно подчинён командованию 13-й стрелковой дивизии. C 17 ноября 1941 года передаёт оставшихся бойцов в  276-й и 274-й батальоны, а также в ополченческий 500-й стрелковый полк.
20 ноября 1941 года расформирован.
С 17 сентября 1941 года батальоном командовал старший лейтенант Балтак.

### Подчинение
| Дата       | Фронт (участок)     | Армия (район) | Корпус                              | Дивизия | Примечания |
| ---------- | ------------------- | ------------- | ----------------------------------- | ------- | ---------- |
| 01.09.1941 | Ленинградский фронт | 42-я армия    | Красногвардейский укреплённый район | -       | -          |
| 01.10.1941 | Ленинградский фронт | 42-я армия    | -                                   | -       | -          |
| 01.11.1941 | Ленинградский фронт | 42-я армия    | -                                   | -       | -          |